# Wolfgang Ueberhorst
Wolfgang Ueberhorst (* 21. September 1952 in Bonn; † 23. November 2017) war ein deutscher Bildhauer.

## Leben
Wolfgang Ueberhorst wurde 1952 in Bad Godesberg  geboren. Er machte sein Abitur 1971 am Pädagogium (Otto-Kühne-Schule). Anschließend studierte er Philologie und Philosophie in Bonn, Bochum und München. Es folgte ein Studium der Bildhauerei an der Akademie der Bildenden Künste München. Nach seinem Diplom als Meisterschüler und einem ersten Auslandsstipendium des DAAD wirkte er eine Zeit lang als Dozent und freier Lehrbeauftragter für Bildhauerei an der Münchener Akademie. Seit 1986 lebte er freischaffend in Wachtberg-Niederbachem und Italien.

## Werk
Ueberhorst arbeitete vornehmlich in Metall. Seine Arbeiten verkörpern eine Kunst, die ihre Form aus der kritischen Auseinandersetzung mit dem breiten Spektrum „außerkünstlerischer“ Themen gewinnt, und seine Objekte finden ihre expressive Gestalt als verdichtete menschliche Erfahrung und Reflexion. Einige von Ueberhorsts Werken sind als Zyklen angelegt, wie beispielsweise die Bronze- und Silberfiguren über Mozarts Don Giovanni, The Boston Rabbit, die künstlerische Begleitung eines Projektes der experimentellen Chirurgie in Harvard, oder Intrinsic, den von 1996 bis 2005 im nonverbalen Dialog mit dem Komponisten Michael Denhoff geschaffenen Zyklus von Skulpturen, die impulsgebend und reagierend den „Sprachcharakter“ von Musik und Plastik untersuchen. 2008 wurden Denhoffs Kompositionen von Martin Tchiba auf CD eingespielt. Am 23. November 2009 wurden die Kompositionen einschließlich eines Interviews mit den Künstlern bei SWR2 vorgestellt.

## Ausstellungen (Auswahl)
- 1982: Bonner Künstler Aktuell – Kunstmuseum Bonn
- 1986; Grenzüberschreitungen, Bonner Kunstverein
- 1997: Klangbriefe Synchron '97 (Mitwirkung), Künstlerforum Bonn[6]
- 2003: KlangBilder – 300. "Ahauser Schlosskonzert" mit Martin Tchiba und Installationen von Ueberhorst, Schloss Ahaus
- 2010: Rites of Passage Ostrale 2010 (Mitwirkung), Dresden[7][8]
- 2011: "Skulpturale", Skulpturenmesse Konstanz,[9]
- 2012: sternenwärts; ÜberKopf; WOmen, Galerie Skulpturale, Lindau (Bodensee)
- 2013: Unbestätigter Bestand von Glück; vers la terre, Galerie Skulpturale
  - mice & more, kunst – bedarf – kunst, Bonn[10]
- 2014: Im WachstumsSTADION (mit Sonja Simone Albert, Andreas Reichel, Lukas Thein), Galerie Skulpturale[11]
  - 14. Sommer-Kunstmesse, Art Bodensee, Dornbirn
  - Zucht und Ordnung, Fabrik 45, Bonn[12]